# Марк Абурий
Марк Абурий (на латински: Marcus Aburius) e от плебейския gens Абурии. Той e народен трибун през 187 пр.н.е. През 176 пр.н.е. e претор peregrinus.